# Sheela-na-Gig von Taghmon

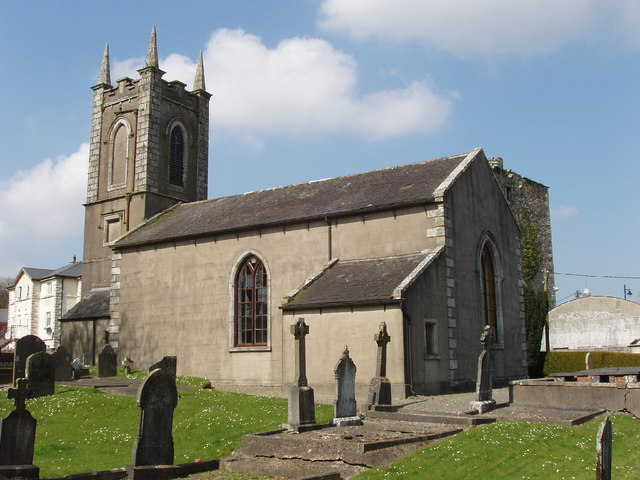
St Munna’s Church in Taghmon

Die Sheela-na-Gig von Taghmon (irisch Teach Munna) befindet sich über einem Fenster in der Nordwand der Kirche St Munna’s Church in Taghmon bei Mullingar im County Westmeath in Irland nicht am ursprünglichen Ort. Die Kirche aus dem 15. Jahrhundert ist nach Saint Munna benannt, der hier im 6. Jahrhundert ein Kloster gegründet haben soll.
Die von Barbara Freitag als „auf der Platte sitzende Figur“ beschriebene Sheela-na-Gig hat einen großen Kopf ohne Ohren; einen gequälten Gesichtsausdruck, mit weit geöffnetem Mund zwei Reihen von entblößten Zähnen, zwei Einkerbungen im Bereich der Augenbrauen und deutlich markierte Nasenlöcher. Ihre großen Hände umklammern die gebeugten Knie. Der untere Teil des Schnitzwerks fehlt. Er zeigte die auseinander gehaltenen Unterschenkel und eine große ovale Vulva.